# Leopold Hacker

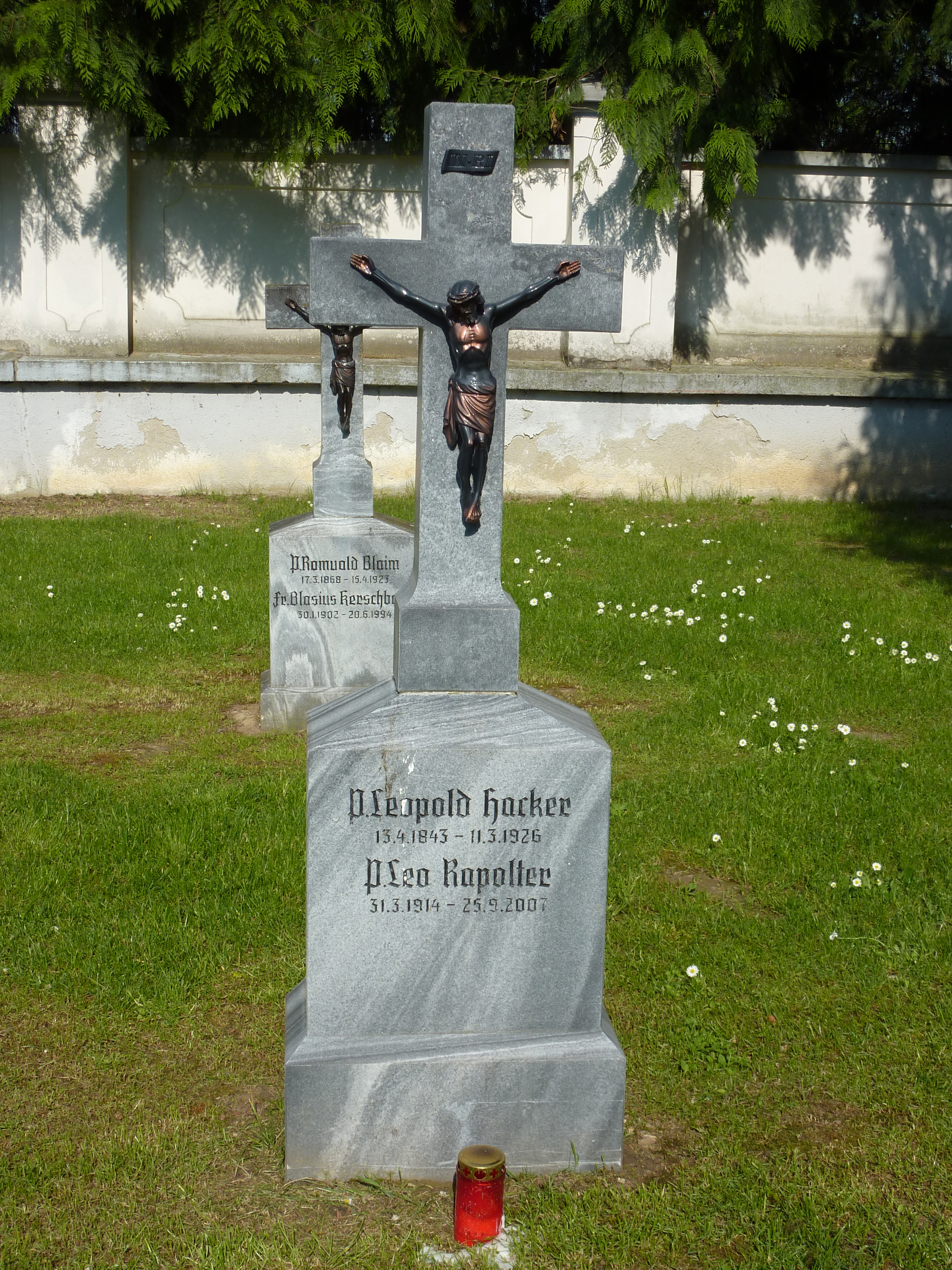
Grab von P. Leopold Hacker auf dem Konventfriedhof Göttweig

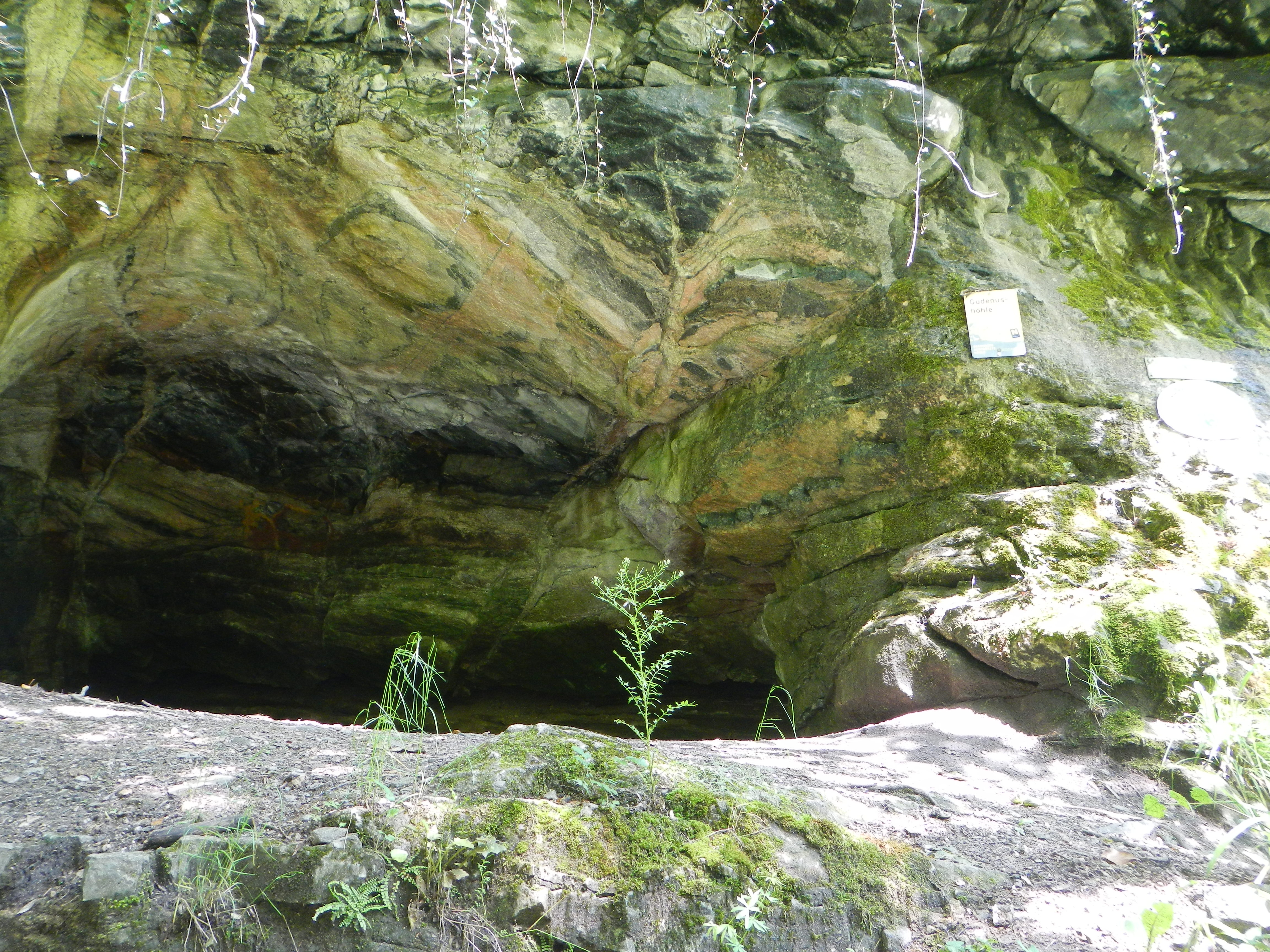
Gudenushöhle, von Leopold Hacker entdeckt

Leopold Hacker (* 13. April 1843 in Göttweig; † 11. März 1926 ebenda) war ein österreichischer Benediktiner, der sich auf den Gebieten der Mineralogie, Höhlenforschung und Entomologie betätigte.

## Leben
Ludwig Hacker, Sohn eines Lehrers und Organisten, besuchte das Gymnasium in Göttweig und Krems an der Donau und trat 1862 in das Stift Göttweig ein, wo er den Ordensnamen Leopold erhielt. 1867 wurde er zum Priester geweiht. Danach war er im Pfarrdienst in Maria Roggendorf und Pfaffendorf tätig. 1874 kehrte er als Kurat und Katechet ins Stift zurück, wo er seit 1876 die naturhistorischen Sammlungen leitete. 1878 wurde er Pfarrvikar in St. Veit, 1881 in Purk. Von 1887 bis 1895 war er Sekretär der Zentralverwaltung im Stift Göttweig sowie Professor für Fundamentaltheologie. 1895 wurde er Pfarrvikar in Gansbach, 1910 in Haindorf. Von 1918 bis zu seinem Tode lebte er wieder in Stift Göttweig.
Hacker war maßgeblich für den Aufbau der Mineraliensammlung des Stiftes verantwortlich, die jedoch nach 1939 größtenteils verloren ging. Er entdeckte 1883 die Gudenushöhle bei Burg Hartenstein an der Krems und war der erste, der dort Ausgrabungen vornahm. Dort machte er Funde aus dem Paläolithikum und aus der Fauna des Jungpleistozäns. Er war Mitglied in mehreren wissenschaftlichen Gesellschaften.

## Veröffentlichungen (Auswahl)
- Die Gudenushöhle eine Renntierstation im niederösterreichischen Kremstal. In: Mitteilungen der Anthropologischen Gesellschaft. Band 14, 1884, S. 145–153.
- Atome zur Biologie der Käfer I. In: Wiener Entomologische Zeitung. Band 7, 1888, S. 49–56 (zobodat.at [PDF; 740 kB]) und S. 116 (Nachtrag, zobodat.at [PDF; 276 kB]).
- Atome zur Biologie der Käfer II. In: Wiener Entomologische Zeitung. Band 18, 1899, S. 33–37 (zobodat.at [PDF; 527 kB]).